# فرمان و تسخیر: ژنرال‌ها
فرمان‌بده و فتح‌کن: ژنرال‌ها (انگلیسی: Command & Conquer: Generals) یک بازی ویدئویی در سبک راهبرد بی‌درنگ و هفتمین قسمت از سری فرمان‌بده و فتح‌کن است که توسط الکترونیک آرتس و در سال ۲۰۰۳ و ۲۰۰۴ برای سیستم عاملهای مایکروسافت ویندوز و مک اواس منتشر شد. نسخه ویندوز توسط EA Pacific (الکترونیک آرتس لس‌آنجلس) تولید و توسط الکترونیک آرتس منتشر شد اما تولید و انتشار نسخه مک توسط آسپیر صورت گرفت. در بازی کاربر بازیکن می‌تواند سه گروه را انتخاب نماید: ایالات متحده، چین و ارتش آزادی‌بخش جهانی(GLA).
این بازی از موتور بازی سیج بهره می‌برد که نسخه توسعه یافته موتور سه بعدی بازی فرمان‌بده و فتح‌کن: مرتد می‌باشد. همچنین یک بسته تکمیلی، با عنوان فرمان‌بده و فتح‌کن: ژنرال‌ها - ساعت صفر در سال ۲۰۰۳ برای ویندوز و در سال ۲۰۰۵ برای مک اواس بیرون داده شد. جنرالز و ساعت صفر هر دو با نظرات بسیار مثبت روبرو شدند. در نتیجه، فرمان‌بده و فتح‌کن: ژنرال‌ها ۲ در حال توسعه بود تا اینکه به عنوان یک بازی رایگان و با عنوان ساده فرمان‌بده و فتح‌کن مجدد مطرح شد. بازی جدید حدوداً بر اساس امتیاز جنرالز بود و در ۲۹ اکتبر ۲۰۱۳ پس از بازخورد منفی در دوران آزمایش نسخه بسته شدهٔ آلفا توسط الکترونیک آرتس کنسل شد. برای این بازی بیش از دویست مد ساخته شده‌است.

## داستان
بازی جنرالز در آینده نزدیک موضع می‌گیرد، و به کاربران سه انتخاب برای بازی می‌دهد. در بازی، ایالات متحده و چین دو ابرقدرت جهان هستند و هدفی برای ارتش آزادی‌بخش جهانی(GLA)، یک سازمان تروریستی بدون مرز حاضر در همه جا، که به عنوان یک نیروی غیرقانونی تندررو و متعصب می‌جنگد. ایالات متحده و چین متحدانی ترسیم شده‌اند که در این بازی گاهی اوقات به صورت هماهنگ و متحد علیه جی‌ال‌ای که هدفش از بین بردن و پاک کردن نیروهای نظامی چین و ایالات متحده است عمل می‌کنند.
بازی با یک حمله اتمی ویرانگر جی‌ال‌ای در پکن و پیرو آن حمله‌ای در سد سه‌دره شروع می‌شود. کاربر در نقش ژنرال چینی ای بازی می‌کند که نیروهای چینی باقی‌مانده را برای ضدحمله احیا می‌کند. نهایتاً ژنرال در عملیات‌های کناره سواحل اقیانوس آرام، هسته جی‌ال‌ای را نابود می‌کند.
سپس بازیکن در نقش ژنرال جی‌ال‌ای نیروهای جی‌ال‌ای را در آسیای مرکزی جمع می‌کند و وجوه مالی و سلاح‌های میکروبی و بیولوژیکی جمع می‌کند. در انجام این کار، او مجبور است با ارتش هم آمریکایی هم چینی و هم یک گروه جدایی طلب جی‌ال‌ای روبرو شود. نهایتاً کمپین جی‌ال‌ای با تسخیر پایگاه فضایی بایکونور و پرتاب یک موشک سویز حامل ام‌آی‌آروی بیولوژیک به یک شهر بی‌نام تمام می‌شود.
و در آخر کمپین آمریکایی شروع می‌شود که در خاورمیانه و آسیای مرکزی با جی‌ال‌ای درگیر می‌شود. نهایتاً یک عملیات با ائتلاف امریکایی-چینی پایگاه فرماندهی اصلی جی‌ال‌ای را در آستانه (قزاقستان) نابود می‌کند.

## محیط بازی

### جهان‌ساز
جنرالز شامل یک ویرایشگر نقشه به نام جهان ساز نیز فقط برای پی‌سی می‌باشد. از جمله ویژگی‌های جهان ساز:
- زمینی‌سازی
- یک سیستم جاده‌ای هوشمند قادر به تشخیص زمانی که کاربر به چهارراه نیاز دارد
- ابزار کاشتن گیاگان
- ماشهٔ مسیرنقطه و ناحیه که هوش مصنوعی می‌تواند استفاده کند. همچنین مسیرنقطه‌ها نقاط آغازین را برای بازیکنان در یک نقطه کشمکش تعیین می‌کنند.
- یک سیستم اسکریپتینگ که برای مأموریت‌ها در کمپین یک‌نفره تعریف شده‌است.

## پذیرش در جامعه
بازی پس از انتشار، بیشتر بازنگری‌های مثبت دریافت کرد. بر اساس ۳۴ نظر سنجی، متاکریتیک رتبه ۸۴ از ۱۰۰ را به آن داد که شامل یک امتیاز ۹٫۳ از ۱۰ از آی‌جی‌ان می‌شد. همچنین برنده جایزه بهترین بازی استراتژیک از جوایز منتقدان بازی ۲۰۰۲ ای۳ شد. یک بررسی نشان داد که جنرالز اولین بازی RTS (راهبرد بی‌درنگ) C&C بود که قطعه‌های ویدئویی (ویدئوی از پیش ساخته شده یا full-motion video) برای داستان گفتن نداشت.

### ممنوعیت در چین
سری ژنرال‌ها در چین اصلی ممنوع شد. در طول کمپین چینی بازی، کاربر بازیکن گاهی اوقات مجبور است تاکتیک‌های نامناسب (زشت) به کار ببرد همچون تخریب کامل مرکز نمایشگاهی و همایشی هنگ کنگ بعد از اینکه آنجا به یک پایگاه جی‌ال‌ای تبدیل می‌شود و تخریب سد سه‌دره برای غرق کردن جی‌ال‌ای در سیل. همچنین نیروهای چینی در بازی آزادانه
از سلاح اتمی استفاده می‌کنند، البته محدود به رده سلاح اتمی تاکتیکی سطح پایین. همچنین، در مقدمه بازی، میدان تیان‌آنمن و نواحی اطراف آن در پکن توسط سلاح‌های اتمی تروریستی ویران می‌شود.

### ممنوعیت برای زیر ۱۸ سال در آلمان
در آغاز، بازی در آلمان تحت عنوان بین‌المللی خودش(Command & Conquer: Generals) منتشر شد. اما، دو ماه بعد از انتشار، به دلیل جنگ پیش رو در عراق، دفتر Bundesprüfstelle für jugendgefährdende Medien (دفتر فدرال رسانه‌های آسیب‌رسان برای اشخاص جوان) بازی را در لیست رسانه‌های مضر خودش قرار داد که هرگونه تبلیغ یا فروش به افراد زیر ۱۸ سال را طبق قانون ممنوع کرد. وزیر رسانه‌های مضر برای جوانان آلمان(BPjM) توضیح داد که این بازی قابلیت بازی کردن جنگ در عراق را پیش از اینکه جنگ واقعی شروع شود به جوانان زیر ۱۸ سال می‌دهد. همچنین، کاربر بازیکن قادر به کشتن شهروندان است. بر اساس این دو نکته، BPjM آن را در لیست خود قرار داد زیرا معتقد بودند که این بازی جنگ را ستوده و تشویق به جنگ می‌کند.
به دلیل این ممنوعیت، EA در میانه سال ۲۰۰۳ یک نسخه قانونی محلی شده ویژه بازار آلمان منتشر کرد به نام Command & Conquer: Generäle، که گروه‌های دنیای واقعی را وارد بازی نمی‌کرد و هیچ ارتباطی با تروریزم نداشت. برای مثال واحد نظامی بمب‌گذار انتحاری «terrorist» به بمب قدرتمند لوله‌ای و همه واحدهای پیاده‌نظام به نیمه ربات یا «cyborgs» تبدیل شدند.

## فرمان
فرمان -quickstart پیش نمایش بازی را قطع می‌کند. generals.exe -quickstart

## نکات
از امتیازات این بازی می‌توان به حجم نسبتاً پایین، قابلیت شبکه شدن و آنلاین، دارا بودن مودهای زیاد و امکان انتخاب سبک‌های آسان، متوسط و سخت اجرای بازی برای آن اشاره کرد.